# Comissão de Ciência e Tecnologia, Comunicação e Informática da Câmara dos Deputados do Brasil
A Comissão de Ciência e Tecnologia, Comunicação e Informática é uma das Comissões Permanentes da Câmara dos Deputados do Brasil para analisar os assuntos e propostas legislativas a ela pertinentes. Atualmente é presidida pelo deputado Félix Mendonça Júnior.

## Áreas de atividade
De acordo com o regimento interno da Câmara, as atividades da CTCI são:
- Desenvolvimento científico e tecnológico; política nacional de ciência e tecnologia e organização institucional do setor; acordos de cooperação com outros países e organismos internacionais;
- Sistema estatístico, cartográfico e demográfico nacional;
- Os meios de comunicação social e a liberdade de imprensa;
- A produção e a programação das emissoras de rádio e televisão;
- Assuntos relativos a comunicações, telecomunicações, informática, telemática e robótica em geral;
- Indústrias de computação e seus aspectos estratégicos;
- Serviços postais, telegráficos, telefônicos, de telex, de radiodifusão e de transmissão de dados;
- Outorga e renovação da exploração de serviços de radiodifusão sonora e de sons e imagens;
- Política nacional de informática e automação e de telecomunicações;
- Regime jurídico das telecomunicações e informática.

## Ligações Externas
- Comissão de Ciência e Tecnologia, Comunicação e Informática